# 董之弼
董之弼，中國清朝官員，盛京奉天府人，屬漢軍正白旗。
監生出身。曾任福建閩清縣知縣。康熙三十四年（1695年）任台灣府諸羅縣知縣